# Reisstraße
Reisstraße is een voormalige gemeente in de Oostenrijkse deelstaat Stiermarken.
Reisstraße telt 188 inwoners.

## Geschiedenis
Reisstraße maakte deel uit van het district Judenburg tot dit op 1 januari fuseerde met het district Knittelfeld tot het huidige district Murtal. Op diezelfde dag werd Reisstraße opgenomen in de gemeente Weißkirchen in Steiermark.
- Gemeinsame Normdatei: 16000617-X
- Virtual International Authority File: 139430243